# Memorando de Google

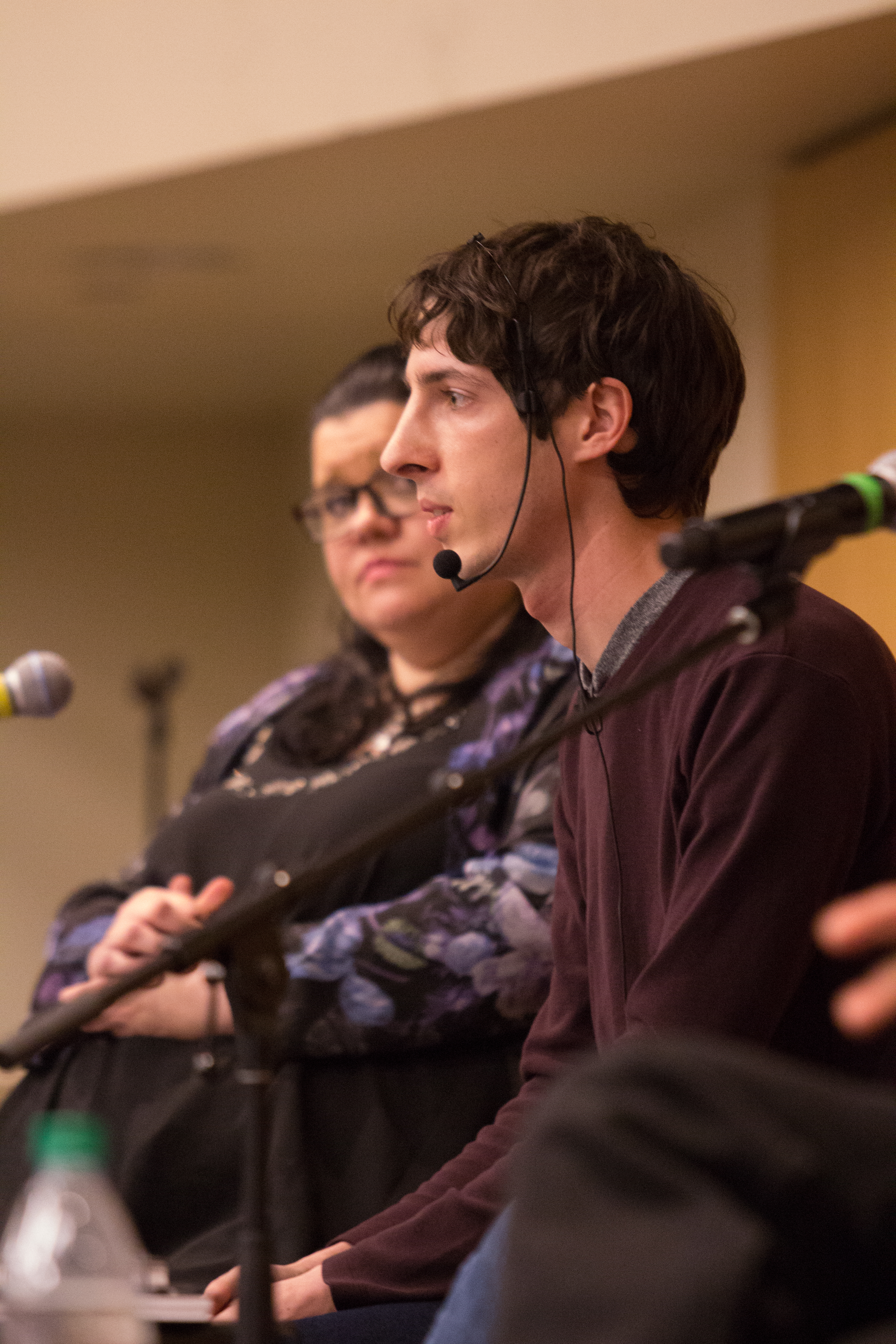
James Damore en la Universidad Estatal de Portland en 2018

El memorando Google's Ideological Echo Chamber («La cámara de eco ideológica de Google»), comúnmente conocido simplemente como el memorando de Google (Google memo), es un documento interno elaborado por el joven ingeniero estadounidense James Damore y fechado en julio de 2017 acerca de las políticas de Google sobre cultura y diversidad. El memorando y el despido subsiguiente del ingeniero Damore, en agosto de 2017 de Google, se convirtieron en un tema de gran interés para los medios de comunicación.
La compañía despidió a Damore por vulneración de su código de conducta, tras lo cual el ingeniero presentó una denuncia ante una oficina de asuntos laborales, pero más tarde la retiró. Un abogado de esa oficina habría encontrado que su despido fue procedente. Después de retirar dicha denuncia, Damore interpuso una acción colectiva, para la cual contrató los servicios de la abogada Harmeet Dhillon, denunciándose que Google discrimina a las personas por ser conservadoras, blancas, asiáticas y hombres. Damore retiró sus alegaciones en la demanda para seguir con el arbitraje contra Google.

## Curso de los acontecimientos

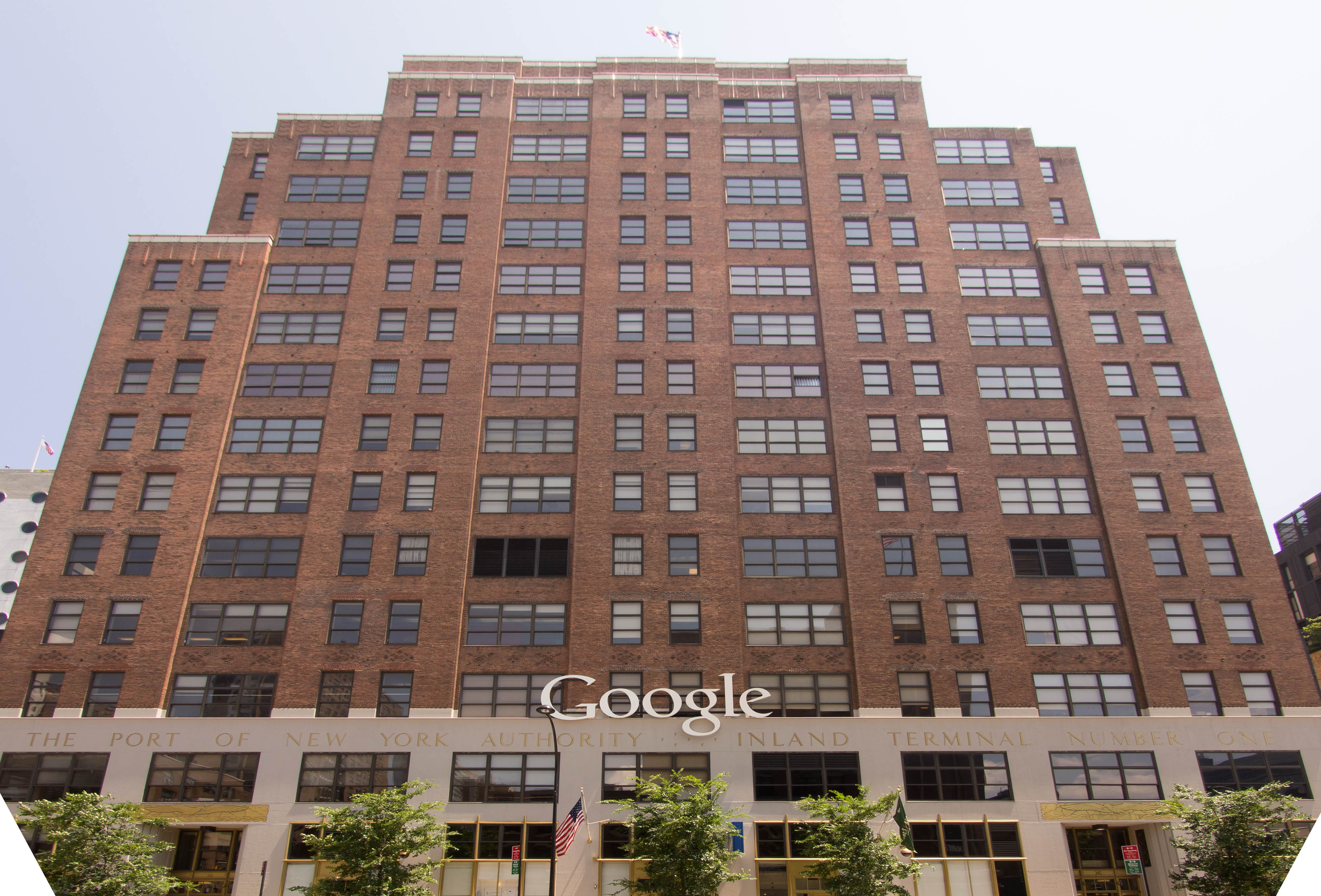
Oficinas centrales de Google en el barrio de Chelsea, Nueva York (2013)

James Damore se vio impulsado a escribir el memorándum cuando un programa de diversidad de Google al que asistió solicitó comentarios. El memorándum se escribió en un vuelo a China. Calificando la cultura de Google de "cámara de eco ideológica", el memorándum afirma que, aunque la discriminación existe, es extremista atribuir todas las disparidades a la opresión, y es autoritario tratar de corregir las disparidades mediante la discriminación inversa. En cambio, el memorándum sostiene que las disparidades entre hombres y mujeres pueden explicarse en parte por diferencias biológicas. En alusión al trabajo de Simon Baron-Cohen, Damore dice que esas diferencias incluyen que las mujeres suelen tener un mayor interés en las personas que en las cosas, y tienden a ser más sociales, artísticas y propensas al neuroticismo (un rasgo de personalidad de orden superior). El memorando de Damore también sugiere formas de adaptar el lugar de trabajo tecnológico a esas diferencias para aumentar la representación y la comodidad de las mujeres, sin recurrir a la discriminación.
El memorando está fechado en julio de 2017 y se compartió originalmente en una lista de correo interna. Posteriormente se actualizó con un prefacio en el que se afirmaba la oposición del autor al sexismo y los estereotipos en el lugar de trabajo. El 5 de agosto, Gizmodo publicó una versión del memorando (omitiendo las fuentes y los gráficos). La publicación del memorándum dio lugar a una controversia en las redes sociales y a críticas públicas contra el memorando y su autor por parte de algunos empleados de Google. Según Wired, los foros internos de Google mostraron cierto apoyo a Damore, que dijo haber recibido el agradecimiento privado de los empleados que tenían miedo de dar la cara.
Damore fue despedido a distancia por Google el 7 de agosto de 2017. Ese mismo día, antes de ser despedido, Damore presentó una denuncia ante la Junta Nacional de Relaciones Laborales de Estados Unidos (caso n.º 32-CA-203891). La denuncia está marcada como "8(a)(1) Declaraciones coercitivas (amenazas, promesas de beneficios, etc.)". Una declaración posterior de Google afirmó que sus ejecutivos no tenían conocimiento de la denuncia cuando despidieron a Damore; es ilegal despedir a un empleado como represalia por una denuncia ante la NLRB. Tras su despido, Damore anunció que emprendería acciones legales contra Google.
La vicepresidenta de Diversidad de Google, Danielle Brown, respondió al memorándum el 8 de agosto: "Parte de la construcción de un entorno abierto e inclusivo significa fomentar una cultura en la que aquellos con puntos de vista alternativos, incluidos los puntos de vista políticos diferentes, se sientan seguros compartiendo sus opiniones. Pero ese discurso debe funcionar junto a los principios de igualdad en el empleo que se encuentran en nuestro Código de Conducta, políticas y leyes contra la discriminación". El CEO de Google, Sundar Pichai, escribió una nota a los empleados de Google, apoyando la respuesta formal de Brown, y añadiendo que gran parte del documento era justo para el debate. Su explicación decía "sugerir que un grupo de nuestros colegas tiene rasgos que los hacen menos aptos biológicamente para ese trabajo es ofensivo y no está bien... Al mismo tiempo, hay compañeros de trabajo que se cuestionan si pueden expresar con seguridad sus opiniones en el lugar de trabajo (especialmente los que tienen un punto de vista minoritario). Ellos también se sienten amenazados, y eso tampoco está bien". Poco después se publicaron anuncios no autorizados en los que se criticaba a Pichai y a Google por el despido. Damore calificó la respuesta de los ejecutivos de Google como una "vergüenza" por sus opiniones. La CNN describió las consecuencias como "quizás el mayor revés para lo que ha sido una premisa fundamental para los empleados [de Google]: la libertad de hablar sobre cualquier cosa y todo".
Damore concedió entrevistas a Bloomberg Technology y a los canales de YouTube del profesor canadiense Jordan Peterson y del podcaster Stefan Molyneux. Damore declaró que quería que sus primeras entrevistas fueran con medios de comunicación que no fueran hostiles. Escribió un artículo de opinión en The Wall Street Journal, detallando la historia del memorando y la reacción de Google, seguido de entrevistas para Reason, la sección "IAmA" de Reddit, CNN, CNBC, Business Insider, Joe Rogan, Dave Rubin y el comentarista político Ben Shapiro.
En respuesta a la nota, el director general de Google planeó una reunión interna para responder a las preguntas de los empleados sobre la inclusión. La reunión se canceló poco antes de que comenzara, por motivos de seguridad, ya que "nuestras preguntas sobre Dory [el sitio de preguntas interno de la empresa] aparecieron externamente esta tarde, y en algunos sitios web se está nombrando personalmente a los Googlers". Entre los sitios web que han publicado estos nombres, con imágenes, se encuentran 4chan, Breitbart News y el blog de Milo Yiannopoulos. Danielle Brown, vicepresidenta de Google para la diversidad, fue acosada en Internet y desactivó temporalmente su cuenta de Twitter.
Damore retiró su denuncia ante la Junta Nacional de Relaciones Laborales antes de que ésta hiciera pública cualquier conclusión oficial. Sin embargo, poco antes de la retirada, un memorando interno de la NLRB determinó que su despido era legal. El memorándum, que no se hizo público hasta febrero de 2018, decía que, aunque la ley le protegía de ser despedido únicamente por criticar a Google, no protegía las declaraciones discriminatorias, que las "declaraciones de su memorando relativas a las diferencias biológicas entre los sexos eran tan perjudiciales, discriminatorias y perturbadoras como para no estar protegidas", y que estas "declaraciones discriminatorias", y no sus críticas a Google, fueron el motivo de su despido.
Después de retirar su denuncia ante la Junta Nacional de Relaciones Laborales, Damore y otro exempleado de Google cambiaron su enfoque a una demanda colectiva que acusa a Google de varias formas de discriminación contra los conservadores, los blancos y los hombres. En octubre de 2018, Damore y el otro exempleado de Google desestimaron sus reclamaciones en la demanda, con el fin de buscar un arbitraje privado contra Google. Otro ingeniero, Tim Chevalier, presentó más tarde una demanda contra Google alegando que fue despedido en parte por criticar el memorándum de Damore en los tableros de mensajes internos de Google.

## Reacciones

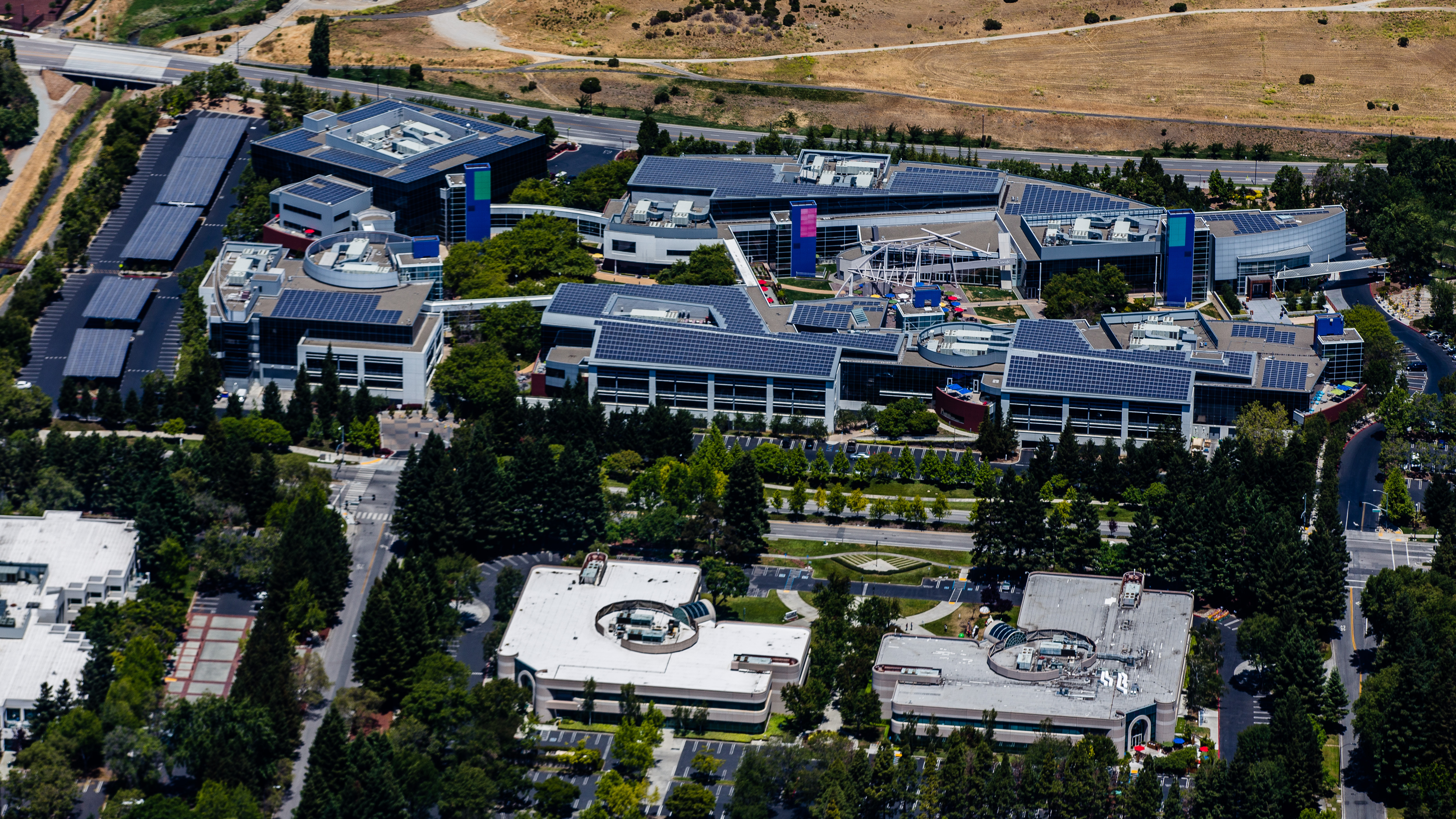
Vista aérea del Google Campus en Mountview, California

### Comunidad científica
Las respuestas de los científicos que estudian el género y la psicología reflejaron la naturaleza controvertida de la ciencia citada por Damore.
Algunos comentaristas de la comunidad académica dijeron que Damore había entendido la ciencia correctamente, como Debra W. Soh, columnista y psicóloga; Jordan Peterson, profesor de psicología de la Universidad de Toronto; Lee Jussim, profesor de psicología social de la Universidad Rutgers; y Geoffrey Miller, profesor de psicología evolutiva de la Universidad de Nuevo México.
Otros afirmaron que se había equivocado en la ciencia y que se había basado en datos sospechosos, obsoletos, irrelevantes o defectuosos; entre ellos se encontraban Gina Rippon, catedrática de imágenes cognitivas del cerebro de la Universidad de Aston; la bióloga evolutiva Suzanne Sadedin; y Rosalind Barnett, psicóloga de la Universidad Brandeis.
David P. Schmitt, antiguo profesor de psicología de la Universidad de Bradley, afirmó que, si bien algunas diferencias de sexo son de tamaño "pequeño a moderado" y no son relevantes para el rendimiento laboral en Google, "las diferencias de sexo culturalmente universales en los valores personales y en ciertas capacidades cognitivas son de tamaño un poco mayor, y las diferencias de sexo en los intereses laborales son bastante grandes. Parece probable que estas diferencias sexuales culturalmente universales y biológicamente vinculadas desempeñen algún papel en los patrones de contratación de los empleados de Google en función del género."
La periodista británica Angela Saini dijo que Damore no entendía las investigaciones que citaba, mientras que el periodista estadounidense John Horgan criticó la trayectoria de la psicología evolutiva y la genética del comportamiento. El columnista de The Guardian Owen Jones dijo que el memorando era "un sin sentido disfrazado de jerga pseudocientífica" y citó a un antiguo empleado de Google diciendo que no mostraba las cualidades deseadas de un ingeniero.
Alice H. Eagly, profesora de psicología de la Universidad Northwestern, escribió: "Como científica social que lleva casi 50 años realizando investigaciones psicológicas sobre el sexo y el género, estoy de acuerdo en que las diferencias biológicas entre los sexos son probablemente parte de la razón por la que vemos menos mujeres que hombres en las filas de los trabajadores tecnológicos de Silicon Valley. Pero el camino entre la biología y el empleo es largo y accidentado, y cualquier conexión causal no descarta la relevancia de causas no biológicas".

### Impacto en Google
Antes de su entrevista con Damore, Steve Kovach entrevistó a una empleada de Google para Business Insider que dijo que se oponía al memorando, diciendo que metía a todas las mujeres en el mismo saco y que parecía un ataque personal. Business Insider también informó de que varias mujeres se estaban preparando para dejar Google y hacer entrevistas para otros trabajos. Dentro de Google, el memorando provocó discusiones entre el personal, algunos de los cuales creen que fueron disciplinados o despedidos por sus comentarios en apoyo de la diversidad o por criticar las creencias de Damore.

### Preocupaciones por el sexismo
Además de Sheryl Sandberg, que enlazó con los contraargumentos científicos, otras mujeres del sector tecnológico condenaron el memorando, como Megan Smith, exvicepresidenta de Google. Susan Wojcicki, consejera delegada de YouTube, escribió un editorial en el que describía que se sentía devastada por el efecto potencial del memorando en las mujeres jóvenes. Laurie Leshin, presidenta del Instituto Politécnico de Worcester, dijo que se sentía alentada por la reacción contra el memorando, que le daba la esperanza de que las cosas estaban cambiando. Kara Swisher, de Recode, criticó el memorando por considerarlo sexista; Cynthia B. Lee, profesora de informática de la Universidad de Stanford, declaró que hay muchas pruebas de sesgo en la tecnología y que corregirlo es más importante que si las diferencias biológicas pueden explicar una parte de los desequilibrios numéricos en Google y en la tecnología.
Cathy Young, en USA Today, dijo que, aunque el memorándum tenía puntos legítimos, caracterizaba erróneamente algunas diferencias de sexo como si fueran universales, mientras que la reacción de Google al memorándum era perjudicial, ya que alimentaba los argumentos de que los hombres están oprimidos en los lugares de trabajo modernos. La autora libertaria Megan McArdle, que escribe para Bloomberg View, dijo que las afirmaciones de Damore sobre los diferentes niveles de interés entre los sexos reflejaban sus propias experiencias.
Christina Cauterucci, de Slate, estableció un paralelismo entre los argumentos de la nota de Damore y los de los activistas por los derechos de los hombres.
La especialista en derecho de la Universidad de California Hastings, Joan C. Williams, expresó su preocupación por el lenguaje prescriptivo utilizado por algunos programas de formación en materia de diversidad y recomendó que las iniciativas de diversidad se formulen en términos de resolución de problemas.

### Derecho laboral y libertad de expresión
Yuki Noguchi, periodista de la NPR (National Public Radio), dijo que el despido de Damore ha planteado cuestiones sobre los límites de la libertad de expresión en el lugar de trabajo. Las protecciones a la libertad de expresión de la Primera Enmienda no suelen extenderse al lugar de trabajo, ya que la Primera Enmienda restringe la acción del gobierno pero no las acciones de los empleadores privados, y los empleadores tienen el deber de proteger a sus empleados contra un ambiente de trabajo hostil.
Algunos argumentaron que el memorándum podría indicar que Damore sería incapaz de evaluar o supervisar de forma justa el trabajo de sus colegas mujeres. Jim Edwards, de Business Insider, argumentó que Damore no tenía un caso de libertad de expresión al hablar sobre su despedido.

### Impacto cultural
La reacción de Google al memorando y el despido de Damore fueron criticados por varios comentaristas culturales, como Margaret Wente, de The Globe and Mail, Erick Erickson, escritor conservador de RedState, David Brooks, de The New York Times, Clive Crook, de Bloomberg View, y el filósofo moral Peter Singer, que escribe en New York Daily News.
Otros se opusieron a la intensidad de la respuesta más amplia al memorando en los medios de comunicación y en Internet, como Kirsten Powers, de CNN, Conor Friedersdorf, de The Atlantic, y Jesse Singal, que escribe en The Boston Globe.